# Willem Kes
Willem Kes (Dordrecht, 16 februari 1856 – München, 22 februari 1934) was een Nederlands violist, dirigent en componist. Hij was de eerste chefdirigent van het Concertgebouworkest.

## Inleiding
Hij was zoon van de zuivelhandelaar Adrianus Stoffel Kes en Cornelia Maria Krekelenbrug. Tijdens zijn verblijf in Leipzig huwde hij Bertha Auguste Elise Koch. In 1894 werd hij benoemd tot ridder in de Orde van Oranje-Nassau. Ongeveer tegelijkertijd werd hij ook ridder in de Orde van Sint-Stanislaus. De Amsterdamse Willem Kesstraat is een zijstraat van de Beethovenstraat. Dordrecht kent een Willem Kes-plantsoen; ook andere steden hebben een openbare ruimte naar hem vernoemd.

## Levensloop en betekenis
Kes ontving zijn opleiding als violist en componist aanvankelijk in Dordrecht bij Ferdinand Böhme (harmonieleer), Theodorus Thijssens (viool) en Friedrich Wilhelm Nothdurft (piano). Hij trad destijds ook al op met Het Dordrechtsch Concert. Hij ging vervolgens in Leipzig bij de componisten Ferdinand David en Carl Reinecke in de leer. Hij voltooide als 'pensionnaire' van koning Willem III der Nederlanden zijn studie aan het Brussels conservatorium bij violist-componist Henryk Wieniawski en Louis Brassin. Hij bekostigde zijn studie mede door optredens. Aanvullend volgde een studie compositie en fuga in Berlijn bij onder meer Joseph Joachim.
In 1877 werd hij benoemd als eerste concertmeester van het Parkorkest (eerste versie) in Amsterdam en de Amsterdamsche Orkest-Vereeniging. Een jaar later, in 1878 werd hij directeur van de afdeling Dordrecht van Toonkunst en in 1883 dirigent van het toen nieuwe Parkorkest (tweede versie) in de Parkschouwburg in Amsterdam. In 1888 volgde zijn benoeming bij het nieuwe Concertgebouw met de opdracht een orkest samen te stellen naar zijn wens, het Concertgebouworkest. Bij zijn aantreden stelde het muziekleven in Nederland nog niet veel voor. Johannes Brahms schijnt in 1879 gezegd te hebben dat hij "alleen naar Amsterdam terugkwam om goed te eten en te drinken", niet voor de muziek.
Kes maakte een einde aan de 19e-eeuwse gewoonte om een muziekuitvoering als allereerst een sociale gebeurtenis te beschouwen. Hij stelde de muziek centraal en bracht zowel zijn musici als het publiek een strenge discipline bij. Hij eiste van het -doorgaans pratende- publiek stilte tijdens uitvoeringen. Hij verbood het nuttigen van versnaperingen tijdens repetities en concerten, wat tot die tijd nog gangbaar was. Orkestleden die te laat kwamen op repetities konden rekenen op een boete. Wie slecht speelde moest nablijven en in de directiekamer zijn partij instuderen.
Onder leiding van Kes groeide het Concertgebouworkest uit tot internationale bekendheid. Hij introduceerde symfonische gedichten van Richard Strauss in Nederland: in 1891 Don Juan en een jaar later Macbeth. Ook vernieuwend was het organiseren van een themaconcert in 1893 met louter moderne Franse componisten, bijgewoond door Vincent d'Indy en Ernest Chausson. De Nederlandse première van Antonín Dvořáks symfonie Uit de nieuwe wereld vond plaats onder Kes in mei 1895. Onder zijn leiding als dirigent speelden met het Concertgebouworkest vele internationale solisten, onder wie de violisten Pablo de Sarasate, Eugène Ysaÿe, Joseph Joachim en Leopold Auer, de pianisten Eugen d'Albert en Teresa Carreño, en zong de Portugese bariton Francisco d'Andrade.
Zijn salaris bij het Concertgebouworkest bedroeg 5000 gulden per jaar, waarmee hij ver onder het niveau van buitenlandse collegae werkte. Ook de orkestleden verdienden relatief weinig, tussen de 500 en 1200 gulden per jaar. Dat was mede de reden waarom Kes in Schotland ging solliciteren naar een beter betaalde baan.
Toen Kes in 1895 afscheid nam om bij het Scottish Orchestra in Glasgow in dienst te treden, speelde zijn opvolger Willem Mengelberg tijdens het afscheidsconcert als solist het pianoconcert in Es groot van Franz Liszt. Mengelberg (24) kreeg dankzij Kes de leiding over een zeer gedisciplineerd orkest, dat onder zijn leiding uitgroeide tot een van de beste orkesten ter wereld.
Met zijn Schotse orkest verzorgde hij in 1898 een aantal concerten in Nederland. Na zijn tijd in Schotland vertrok Kes in dat jaar naar Moskou. Hij sloot zijn muzikale carrière af in Koblenz, waar hij van 1905 tot 1926 directeur was van het conservatorium en dirigent van de Musikverein. Hij overleed op 78-jarige leeftijd in München.

## Composities
Kes schreef voornamelijk werken voor orkest, waaronder een Symfonie in E Majeur, kamermuziek (waaronder een lijvige vioolsonate en een aan Eugène Ysäye opgedragen Romance in g-mineur) en liederen. Het door Kes gehanteerde idioom is voornamelijk laatromantisch. Naast eigen composities is van zijn hand ook een aantal manuscripten overgeleverd met bewerkingen en transcripties van werk van andere componisten.